# نيت هولاند
نيت هولاند (بالإنجليزية: Nate Holland)‏ هو متزلج على الثلوج أمريكي، ولد في 8 نوفمبر 1978 في ساندبوينت في الولايات المتحدة.

## وصلات خارجية
- نيت هولاند على موقع الاتحاد الدولي للتزلج (ركوب لوح الثلج) (الإنجليزية)
- نيت هولاند على موقع اللجنة الأولمبية الدولية (الإنجليزية)
- نيت هولاند على موقع أوليمبيديا (الإنجليزية)
- نيت هولاند على موقع اللجنة الأولمبية والبارالمبية الأمريكية (الإنجليزية)
- نيت هولاند على موقع ألعاب إكس (مؤرشف) (الإنجليزية)